# Lijst van afleveringen van Bates Motel
Dit is een lijst met afleveringen van de Amerikaanse televisieserie Bates Motel. De serie telt vijf seizoenen met elk 10 afleveringen. 

## Seizoen 1
| Nr. serie | Nr. seizoen | Titel van aflevering           | Regisseur       | Schrijver                                               | Uitzenddatum  |  |
| --- | ----------- | ------------------------------ | --------------- | ------------------------------------------------------- | ------------- |  |
| 1 | 1           | First You Dream, Then You Die  | Tucker Gates    | Story by : Carlton Cuse, Kerry Ehrin & Anthony Cipriano | 18 maart 2013 |  |
| Zes maanden nadat Sam Bates overleed, verhuist weduwe Norma Louise Bates met haar zeventienjarige zoon Norman van Arizona naar (het fictieve) White Pine Bay in Oregon om er het voormalige failliete motel van Keith Summers te heropenen. Norman raakt op school al snel bevriend met Bradley. Ook maakt hij kennis met zijn Engelse lerares mevrouw Watson. Twee dagen later wordt Norma verkracht door Keith. Norman slaat hem buiten bewustzijn waarop Norma hem doodsteekt met een mes. Het lijk wordt in de haven gedumpt. Norma beslist daarop om al het tapijt in het hotel te vervangen. Daarbij vindt Norman een boekje met erotische hentai-potloodtekeningen. Norma hernoemt het motel naar "Bates Motel". |             |                                |                 |                                                         |               |  |
| 2 | 2           | Nice Town You Picked, Norma... | Tucker Gates    | Kerry Ehrin                                             | 25 maart 2013 |  |
| Totaal onverwacht daagt Dylan Masset op. Hij is een zoon van Norma uit een eerdere relatie en dus een (oudere) halfbroer van Norman. Norman en Bradley zijn getuigen hoe Bradleys vader al brandend met een auto in een gracht belandt. Norma en klasgenote Emma Decody, die lijdt aan mucoviscidose, trachten het raadsel achter het erotische boekje te achterhalen. Agent Shelby suggereert aan Norma dat het dorp leeft op de handel van illegaal gekweekte drugs en dat het politieteam geforceerd wordt om dit toe te laten. Emma en Norman lopen op een wietplantage waar ze ternauwernood ontsnappen. |             |                                |                 |                                                         |               |  |
| 3 | 3           | What's Wrong with Norman       | Paul A. Edwards | Jeff Wadlow                                             | 1 april 2013  |  |
| Norman krijgt op school een black-out en wordt overgebracht naar het ziekenhuis. Volgens Norma heeft hij dergelijke black-outs nooit eerder gehad. Dylan heeft werk gevonden, maar verzwijgt dat hij als wachter werkt op de wietplantage van Ethan. De politie voert een huiszoeking uit in het motel naar aanleiding van de vermiste Keith Summers. Daarbij wordt de broeksriem van Keith gevonden die Norman als soort van trofee had bijgehouden. Dylan is van mening dat Norma te veel invloed uitvoert op Norman. Shelby zegt Norma dat hij de riem heeft verduisterd. Norman breekt in het huis van Shelby om de riem terug te krijgen en vindt in zijn kelder een van de meisjes die in het erotische boekje staan. |             |                                |                 |                                                         |               |  |
| 4 | 4           | Trust Me                       | Johan Renck     | Kerry Ehrin                                             | 8 april 2013  |  |
| Shelby komt thuis aan terwijl Norman nog in de kelder is. Dylan achtervolgde Norman en kan Shelby afleiden zodat Norman kan ontsnappen. Norma legt Norman uit dat hij soms dingen ziet en hoort die er in werkelijkheid niet zijn. Romero vindt het lichaam van Keith. Norman en Bradley hebben gemeenschap. Norma is van streek wanneer ze dat verneemt. Dylan tracht Norma uit te leggen dat Norman oud genoeg is en weet wat hij doet. Hij overtuigt haar zodat Norman bij hem kan komen wonen. De politie arresteert Norma voor de moord op Keith. |             |                                |                 |                                                         |               |  |
| 5 | 5           | Ocean View                     | David Straiton  | Jeff Wadlow                                             | 15 april 2013 |  |
| Norman betaalt de borg van zijn moeder waardoor zij onder voorwaarden vrij komt. Uit liefde voor haar verduistert Shelby nogmaals het bewijsmateriaal. Dylan leent 5000 Amerikaanse dollar van Ethan zodat hij een huis kan kopen. Niet veel later wordt Ethan neergeschoten door een drugsverslaafde, maar Dylan kan Ethan tijdig naar het ziekenhuis brengen. Zelf rijdt hij de drugsverslaafde omver met zijn auto. Norman vertrouwt Emma toe dat het meisje uit het hentai-boekje in werkelijkheid bestaat. Ze vinden deze Jiao in de verlaten boot van Keith en stellen haar voor aan Norma. Aan de hand van foto's kan Jiao Shelby aanduiden als de man die haar ontvoerde en opsloot. |             |                                |                 |                                                         |               |  |
| 6 | 6           | The Truth                      | Tucker Gates    | Carlton Cuse & Kerry Ehrin                              | 22 april 2013 |  |
| Norman en Dylan gooien de broeksriem van Keith in het water. Dylan krijgt van Gil – de echte eigenaar van de wietplantage – bericht dat Ethan is overleden. Zijn nieuwe partner is Remo. Shelby achterhaalt dat Jiao in het motel verblijft waarop zij vlucht. Shelby houdt de familie Bates onder schot, maar Dylan kan hem doodschieten. Norma vertrouwt Dylan toe dat Norman zijn vader in een opwelling doodde toen Sam haar sloeg. Norman zelf herinnert zich hier niets van, dus heeft zij hem wijsgemaakt dat Sam in een huiselijk ongeval stierf. |             |                                |                 |                                                         |               |  |
| 7 | 7           | The Man in Number 9            | S. J. Clarkson  | Kerry Ehrin                                             | 29 april 2013 |  |
| Romero arriveert aan het hotel en beslist dat niet Dylan maar wel hijzelf Shelby doodde. In het hotel checkt Jake Abertathy in. Hij heeft een lopend contract met het motel waarbij hij elke twee maanden kamer 9 reserveert. Norma neemt Emma aan als kuisvrouw van het motel. Norman neemt de straathond Juno in huis. Norman gaat naar Bradley om zijn liefde te verklaren, maar zij wijst hem af. Op zijn weg naar huis wordt Juno aangereden door een auto en overlijdt. |             |                                |                 |                                                         |               |  |
| 8 | 8           | A Boy and His Dog              | Ed Bianchi      | Bill Balas                                              | 6 mei 2013    |  |
| Will, de vader van Emma, doet aan taxidermie en wil Juno opzetten. Op aanraden van de schooldirecteur gaat Norma met Norman naar de psycholoog. Hij is van mening dat Norma te veel controle heeft over het leven van Norman. Jake onthult aan Norma dat hij alles weet over de seksslavinnenhandel van Shelby en Keith. Dylan brengt enkele medewerkers van de plantage mee naar het motel als klanten. |             |                                |                 |                                                         |               |  |
| 9 | 9           | Underwater                     | Tucker Gates    | Carlton Cuse & Kerry Ehrin                              | 13 mei 2013   |  |
| Norma krijgt een dreigbrief en besluit het motel te verkopen. Ze vraagt Romero om Jake na te trekken, maar er staat niets over hem vermeld in het strafregister. Romero laat daarop elk half uur een politiepatrouille voorbijrijden. Bradley vindt in het kantoor van haar vader liefdesbrieven tussen hem en een zekere "B". Emma ontmoet Gunnar, een van de klanten die werkt bij Dylan, en rookt voor het eerst wiet. Norma wordt onder schot gehouden door Jake: hij heeft 150 000 Amerikaanse dollar tegoed van Keith en is er zeker van dat Norma dat geld heeft gevonden. Norma wordt vrijgelaten omdat zij zegt dat ze voor het geld zal zorgen. |             |                                |                 |                                                         |               |  |
| 10 | 10          | Midnight                       | Tucker Gates    | Carlton Cuse & Kerry Ehrin                              | 20 mei 2013   |  |
| Romero wil Norma helpen met het incident met Jake. Zij vertrouwt Romero toe dat ze meermaals werd verkracht door haar broer. Norman en Bradly gaan als vrienden naar het schoolbal, maar ze wordt al snel jaloers wanneer hij enkel oog lijkt te hebben voor Bradley. Ook de vriend van Bradley is jaloers en slaagt Norman een blauw oog. Norman wordt door mevrouw Watson naar haar huis gebracht ter verzorging. Romero vermoordt Jake. Norman beloert zijn lerares wanneer ze andere kledij aandoet. In een hallucinatie staat Norma plots naast hem zeggende dat Watson hem aan het verleiden is. Norman komt verward thuis aan: hij zegt Norma dat mevrouw Watson hem naar huis zou brengen. Het eerstvolgende dat hij zich herinnert, is dat hij naar huis aan het lopen was. Daarop wordt het lijk van mevrouw Watson getoond: haar hals werd doorgesneden. Ze heeft een hanger aan met de letter "B" refererend naar de affaire van Bradleys vader. |             |                                |                 |                                                         |               |  |

## Seizoen 2
| Nr. serie | Nr. seizoen | Titel van aflevering   | Regisseur          | Schrijver                    | Uitzenddatum  |  |
| --- | ----------- | ---------------------- | ------------------ | ---------------------------- | ------------- |  |
| 11 | 1           | Gone But Not Forgotten | Tucker Gates       | Carlton Cuse & Kerry Ehrin   | 3 maart 2014  |  |
| Na de begrafenis van mevrouw Watson tracht Bradley zelfmoord te plegen. Het motel draait op volle toeren. Norma vindt dat Norman te veel tijd besteed aan taxidermie. Verder bezoekt de jongen het graf van mevrouw Watson opmerkelijk veel en wil hij achterhalen hoe zij te sterven kwam. Op een dag merkt hij een oudere man aan haar graf. Denkende dat die persoon de moordenaar is, neemt hij een foto en toont deze aan Romero. Romero vraagt aan Norman wat hij deed op de avond van de betreffende moord. Verder blijkt Romero ook niet veel interesse te hebben in de foto. Norma krijgt bericht dat er een nieuwe autoweg zal worden gelegd dewelke niet voorbij het motel passeert. Dylan achterhaalt dat Bradleys vader effectief een affaire had met mevrouw Watson. Wellicht heeft haar vriend Gil Bradleys vader vermoord. Nadat hij dit aan Bradley vertelt, vermoordt ze Gil en zoekt ze hulp bij Dylan. |             |                        |                    |                              |               |  |
| 12 | 2           | Shadow of a Doubt      | Tucker Gates       | Kerry Ehrin                  | 10 maart 2014 |  |
| Norman verbergt Bradley in hun huis waar ze opbiecht Gil te hebben vermoord. De man waarvan Norman een foto nam, is Ford, de vader van mevrouw Watson en tevens een van de hoogste personen in de rangen van de lokale drugshandel. Ford verklaart dat hij niet de moordenaar is. Volgens Zane Morgan, de nieuwe baas van Dylan, werd Gil gedood door een concurrerende drugsbende. Kyle Miller wordt gearresteerd omdat zijn sperma in het lichaam van mevrouw Watson werd gevonden, maar er werd tevens sperma gevonden van een niet-geïdentificeerde persoon. Norman en Norma schrijven zich in bij de lokale toneelgroep. Een van deze reptities valt samen op de avond dat Norman Bradley zou helpen om te vluchten. Daarom neemt Dylan deze taak op zich. Caleb, de broer van Norma, arriveert. |             |                        |                    |                              |               |  |
| 13 | 3           | Caleb                  | Lodge Kerrigan     | Alexandra Cunningham         | 17 maart 2014 |  |
| In de krant staat een artikel over Bradley: de politie heeft kleren en een afscheidsbrief van haar gevonden en veronderstelt dat ze zelfmoord heeft gepleegd. Dylan is verbaasd: hij wist niet dat Norma een broer had. Norma wijst haar broer Caleb onmiddellijk de deur. Norma geraakt bevriend met toneelregisseuse Christine en haar vriend George. Ook Norman heeft tijdens de repetities kennis gemaakt met relschopster Cody Brennan. Caleb vertelt Dylan dat hij Norma beschermde tegen hun agressieve vader. Dylan tracht Norma van gedacht te doen veranderen, maar zij beweert dat ze door Caleb regelmatig werd verkracht. Dit leidt tot een gevecht tussen Norman en Dylan. Norma schreeuwt uit dat Caleb de biologische vader is van Dylan. |             |                        |                    |                              |               |  |
| 14 | 4           | Check-Out              | John David Coles   | Liz Tigelaar                 | 24 maart 2014 |  |
| Sinds Dylan weet dat Caleb zijn vader is, zit hij aan de drank. Norma gaat naar het motel waar Caleb verblijft, maar durft hem niet te spreken. Dylan is boos op Norma: volgens hem verliet Norma haar familie toen ze zwanger bleek te zijn en trouwde ze met haar toenmalige vriend om uit te laten schijnen dat hij de biologische vader is. Norman krijgt een blackout en gaat naar het motel van Caleb. In een psychose denkt Norman dat hij Norma is. Caleb slaat hem buiten westen. Cody vindt Norman, maar hij herinnert zich niets van zijn bezoek aan Caleb. |             |                        |                    |                              |               |  |
| 15 | 5           | The Escape Artist      | Christopher Nelson | Nikki Toscano                | 31 maart 2014 |  |
| Norman biecht aan Cody op dat hij al meerdere malen dergelijke black-outs had. Cody neemt Norman mee om gemeenschap te hebben. Romero trekt in in het Bates Motel nadat het huis van Zane – waar hij verbleef – afbrandde. Emma neemt Norma in vertrouwen en zegt haar dat ze door motelgast Gunner werd ontmaagd. Romero waarschuwt Norma over Ford: zij wil via Ford het plan van de nieuwe autoweg laten annuleren. Een gemeenteraadslid komt om in een vreemd auto-ongeval. Dylan beschermt Zane tegen een schietincident, maar wordt daardoor zelf slachtoffer. In het ziekenhuis leert Dylan zijn nieuwe baas kennen: Zanes zus Jodi. |             |                        |                    |                              |               |  |
| 16 | 6           | Plunge                 | Ed Bianchi         | Kerry Ehrin                  | 7 april 2014  |  |
| Jodi neemt Dylan in huis zodat hij kan genezen van zijn verwondingen. Norma tracht via Christine de openstaande positie van gemeenteraadslid te verkrijgen. Tijdens een zwempartij in de rivier krijgt Emma ademhalingsproblemen door het te koude water. Cody licht Emma in over Norman zijn black-outs waarop Emma Norma inlicht. Op de dag van zijn rij-examen vertelt Norma tegen de instructeur over Norman zijn black-outs. Hierdoor wil de instructeur het rijbewijs niet afleveren. Een kwade Norman zoekt Cody op. Hun verhitte discussie wekt haar agressieve vader Jimmy. Zij duwt Jimmy van de trap waarbij hij zijn nek breekt en op slag dood is. |             |                        |                    |                              |               |  |
| 17 | 7           | Presumed Innocent      | Roxann Dawson      | Alexandra Cunningham         | 14 april 2014 |  |
| Norma heeft de positie in de gemeenteraad. Romero neemt Norma mee naar het politieverhoor omdat Norman wordt ondervraagd over Jimmy's dood. Daarbij wordt DNA van Norman afgenomen. Norma vraagt Cody om te verzwijgen dat Norman blackouts heeft. Cody beslist om bij haar tante in Indiana te gaan wonen. Ze zegt tegen Norman dat Norma zaken achterhoudt voor hem. Norman wordt vrijgelaten omdat de dood van Jimmy een ongeval was. Wel blijkt zijn DNA overeen te komen met het spermastaal dat bij mevrouw Watson werd gevonden. Zane doet een inval in het drugsmagazijn van Ford. |             |                        |                    |                              |               |  |
| 18 | 8           | Meltdown               | Ed Bianchi         | Liz Tigelaar & Nikki Toscano | 21 april 2014 |  |
| Norman neemt het Norma kwalijk dat zij niets wil zeggen over zijn eerdere blackouts. Ford chanteert Norma en wil een wederdienst. Hij heeft er namelijk voor gezorgd dat zij de positie kreeg in de gemeenteraad. Dylan krijgt van iemand het advies om Zane te vermoorden omdat de familie Bates anders in groot gevaar is. Norma heeft gemeenschap met George. Hoewel niet bewezen, licht Romero Norman in dat Kyle Miller wel degelijk de moordenaar is, enkel om de reactie van Norman te weten. Norman zet het op een lopen. Hij wordt niet veel later ontvoerd door een inbreker. |             |                        |                    |                              |               |  |
| 19 | 9           | The Box                | Tucker Gates       | Carlton Cuse & Kerry Ehrin   | 28 april 2014 |  |
| Norman wordt door een handlanger van Ford gevangengehouden in een overhitte kist in een veld. Ford eist Norma dat ze Dylan overhaalt om Zane te vermoorden. Indien Dylan weigert, zal Ford Norman doden. De opgesloten Norman komt in een trance en heeft waanbeelden over zijn moeder die bij hem in de kist zit. Dylan zegt Ford dat hij Zane niet zal doden. Uit vrees voor zijn leven doodt Dylan Ford, maar daardoor weet hij niet waar Norman is. Romero informeert Norma dat Norman gemeenschap had met mevrouw Watson tijdens de nacht waarop ze werd vermoord. Norma vraagt hulp aan Romero omdat Norman werd ontvoerd. |             |                        |                    |                              |               |  |
| 20 | 10          | The Immutable Truth    | Tucker Gates       | Carlton Cuse & Kerry Ehrin   | 5 mei 2014    |  |
| Romero start een onderzoek naar de ontvoering. Hij vindt een dode Ford en een handlanger die er met de bezittingen van de kluis wil doorgaan. Die laatste geeft uiteindelijk de plaats aan waar Norman kan worden gevonden. In het ziekenhuis vertelt Norman over een droom waarin hij mevrouw Watson vermoordde. Romero wil dat Norman een test ondergaat met een leugendetector. Daarop wil Norman zelfmoord plegen, maar zijn moeder vindt hem bijtijds. Er ontstaat een gevecht tussen Jodi, Dylan en Zane. Zane vermoordt Jodi. Net op dat ogenblik arriveert Romero die Zane doodt. Norman ondergaat de test met de leugendetector, maar zijn "moeder"-alter ego neemt het over waardoor hij de test doorstaat en niet langer verdacht wordt van moord. |             |                        |                    |                              |               |  |

## Seizoen 3
| Nr. serie | Nr. seizoen | Titel van aflevering  | Regisseur          | Schrijver                                    | Uitzenddatum  |  |
| --- | ----------- | --------------------- | ------------------ | -------------------------------------------- | ------------- |  |
| 21 | 1           | A Death in the Family | Tucker Gates       | Carlton Cuse & Kerry Ehrin                   | 9 maart 2015  |  |
| Op de eerste schooldag hallucineert Norman over juffrouw Blair Watson, de lerares die hij eerder vermoordde, maar het zich niet meer herinnert. Daarom beslist Norma om hem thuisschool te laten volgen zodat zij haar zoon beter in het oog kan houden. Ook Emma beslist om thuisschool te volgen. Dylan zegt Norma dat het ongepast is dat Norman op zijn leeftijd nog bij haar slaapt. Norma’s moeder overlijdt. Caleb keert terug en tracht een band met zijn zoon Dylan te vormen. Norman heeft interesse in Annika Johnson die een kamer huurt. Hij wil haar vragen voor het schoolbal, maar vraagt dit uiteindelijk aan Emma. |             |                       |                    |                                              |               |  |
| 22 | 2           | The Arcanum Club      | Tucker Gates       | Kerry Ehrin                                  | 16 maart 2015 |  |
| Annika is zoek. Norman beweert dat hij Annika niet meer zag sinds de vorige avond, iets wat Emma tegenspreekt. Norma en Emma doorzoeken de kamer van Annika en vinden een uitnodiging van de Arcanum Club, een mannenclub voor de rijken. Norma infiltreert op het feestje, maar wordt betrapt door Romero die op zoek is naar Annika. Norman en Emma hebben hun eerste date en praten over gemeenschap. Chick Hogan, een zonderlinge hippie, brengt een bezoek aan Dylan die nu in een boshut woont. |             |                       |                    |                                              |               |  |
| 23 | 3           | Persuasion            | Tim Southam        | Steve Kornacki & Alyson Evans                | 23 maart 2015 |  |
| Sheriff Romero vraagt Norma om een lijk te identificeren. Tot haar opluchting is dit niet Annika, maar beseft wel dat Annika nog steeds zoek is. Romero heeft een gesprek met Bob Paris, de eigenaar van de Arcanum Club. Het komt tot een dispuut waarin Bob zegt er alles aan te doen zodat Romero de volgende Sheriff-verkiezing niet wint. Romero ontmoet niet veel later Marcus Young die beweert de nieuwe sheriff te zullen worden. Norma beslist om een cursus bedrijfsbeheer te volgen, maar komt in een les psychologie terecht. Professor James Finnigan biedt zijn hulp aan Norma. Norman is gefrustreerd en krijgt een black-out in bad waarbij hij zich tracht te herinneren wat er met Annika is gebeurd. Norma kan de verdrinkende Norman net op tijd redden. Een zwaar gewonde Annika arriveert aan het hotel en geeft Norma een USB-stick met de melding dat de informatie op die stick Norma en Norman zal redden. Daarop sterf Annika.                                                                                                |             |                       |                    |                                              |               |  |
| 24 | 4           | Unbreak-Able          | Christopher Nelson | Erica Lipez                                  | 30 maart 2015 |  |
| De usb-stick is beveiligd. Daarom schakelt Norma de hulp in van Dylan om deze te ontsleutelen. Norman, die niets over de usb-stick mag weten, wantrouwt zijn moeder en halfbroer over hun geheimzinnige gesprekken. Tijdens een picknick zegt Norman dat hij best geen gemeenschap heeft met Emma omwille van haar longaandoening. Emma loopt weg met de melding dat zij de enige is die weet tot hoever haar lichaam kan gaan. Dylan wil via Caleb meer weten over zijn familiegeschiedenis. Norman achterhaalt dat Caleb inwoont bij Dylan. Dylan wil niet dat Norman dit aan Norma vertelt, maar hij weigert. Bob Paris start een zoektocht naar de usb-stick en stuurt een handlanger naar het motel. Dylan kan hem verjagen. Hij vraagt Norma de usb-stick omdat deze in zijn blokhut veiliger is. |             |                       |                    |                                              |               |  |
| 25 | 5           | The Deal              | Nestor Carbonell   | Scott Kosar                                  | 6 april 2015  |  |
| Norma wordt door een andere chauffeur van de weg gereden. Deze chauffeur zegt haar dat ze de usb-stick aan Bob Paris moet geven. Dylan geeft daarop de stick aan Romero. Norman is in de war: hij dacht dat hij Norma had zien vertrekken in een ander kleed en dat hij haar al had gezegd dat Caleb in de blokhut van Dylan woont. Daarop steelt hij een jurk van Norma. Romero zoekt Bob op die hem bevestigd op zoek te zijn naar een usb-stick. Gunner vindt de stick in de blokhut en kan deze decrypteren. Het betreft de boekhouding – en de opbrengst van minstens 15 miljoen Amerikaanse dollar – van de illegale marihuana-velden met namen van personen die hebben geïnvesteerd. Norma en Romero chanteren daarop Bob Paris. Bob zegt een zwembad te zullen bouwen voor het motel en dat er een groot reclamebord voor Bates Motel komt op het kruispunt van de oude en de nieuwe weg. Norman zegt Norma uiteindelijk waar Caleb is. Zij vertrekt met een koffer en revolver.                                                                  |             |                       |                    |                                              |               |  |
| 26 | 6           | Norma Louise          | Phil Abraham       | Kerry Ehrin                                  | 13 april 2015 |  |
| Norma reist naar Portland waar ze nieuwe kleren en een auto koopt. Daar zoekt ze James – de docent psychologie – op en vertelt over Normans geschiedenis en black-outs alsook dat hij zijn vader vermoordde. Norman krijgt een mentale crash en neemt tijdelijk de identiteit van Norma over. Romero wordt neergeschoten en belandt in het ziekenhuis. Daar krijgt hij bezoek van Marcus Young. Romero vermoordt hem in de autoparking. Norma beseft dat ze nog steeds een moeder is en keert terug. |             |                       |                    |                                              |               |  |
| 27 | 7           | The Last Supper       | Ed Bianchi         | Philip Buiser                                | 20 April 2015 |  |
| Dylan groeit dichter naar Emma en verneemt via haar vader dat haar gezondheid sterk achteruit gaat. Romero ontdekt in het boekhoudsysteem op de usb-stick dat zijn moeder ook investeerder is. Daarop bezoekt hij zijn vader in de gevangenis: die heeft de naam van zijn vrouw gebruikt om zo drugs in de gevangenis te kunnen smokkelen. Norma organiseert een familiefeestje en inviteert Dylan en Emma. Norma inviteert Caleb tot ontsteltenis van Norman. |             |                       |                    |                                              |               |  |
| 28 | 8           | The Pit               | Roxann Dawson      | Bill Balas                                   | 27 april 2015 |  |
| Bob komt zijn afspraak na en laat een aannemer starten met het graven van een zwembad wat een kuil wordt van zo’n 7 meter diep. Bob ontvoert James om informatie te verkrijgen over Norma. Romero komt te weten dat Norman zijn vader vermoordde en stopt daarop zijn vriendschap met Norma. Dylan en Caleb vervoeren illegale wapens naar Canada. Eenmaal daar blijkt dat de kopers Chick wilden vermoorden. Tijdens een vuurgevecht redt Caleb Dylan. Norman krijgt weer een black-out en meent zijn (dode) hond Juno te achtervolgen die uit het huis is ontsnapt. Bradley, waarvan men dacht zelfmoord te hebben gepleegd, keert terug. |             |                       |                    |                                              |               |  |
| 29 | 9           | Crazy                 | Tucker Gates       | Steve Kornacki & Alyson Evans & Torrey Speer | 4 mei 2015    |  |
| Bradley vraagt Norman haar moeder in te lichten dat ze nog leeft. Eenmaal aan haar huis lijkt dat haar moeder het huis heeft opgeruimd: alles wat verwijst naar Bradleys (dode) vader en haarzelf is weg. Bradley wil daarop aandacht van Norman en tracht hem te verleiden. Hij krijgt daarbij een waanbeeld van zijn moeder die hem dit verbiedt. Norma gaat naar Bob en zegt dat ze bereidt is de usb-stick terug te geven en dat datgeen wat James zei een leugen was. De DEA heeft een onderzoek gestart naar de inhoud van de boekhouding op de usb-stick. Er ont staat een bekgevecht tussen Norma en Romero over wie Normans’ vader doodde waarbij zij indirect impliceert dat dit Norman was. Caleb slaat Chick bijeen omdat deze weigert het geld van de gewerendeal te betalen. Dylan geeft het geld aan Emma’s vader voor een longtransplantatie. |             |                       |                    |                                              |               |  |
| 30 | 10          | Unconscious           | Tucker Gates       | Carlton Cuse & Kerry Ehrin                   | 11 mei 2015   |  |
| Caleb is vertrokken. Dylan krijgt een telefoon van Emma’s vader omdat zij is verdwenen. Dylan vindt haar aan de boshut waar zij vertelt schrik te hebben voor de operatie en het feit dat haar lichaam de longen misschien afstoot. De DEA wil Bob arresteren, maar Romero licht hem tijdig in. Bob gaat naar zijn boot om te vluchten, maar wordt daar doodgeschoten door Romero die de tas van Bob (boordevol geld) meeneemt. Norma gaat naar een psychiatrische instelling om Norman eventueel te laten opnemen, maar dit kost haar 20.000 Amerikaanse dollar per maand. Norman wil vluchten met Bradley. Norma komt dit te weten en slaat Norman buiten bewustzijn. Ze belt Dylan op die bevestigt dat Bradley nog leeft. Norman kan ontsnappen en loopt weg met Bradley. Daarbij krijgt hij een visioen van Norma die hem aanspreekt. Norman, denkende Norma te zijn, duwt Bradley uit de wagen en slaat haar met een kei enkele keren op de schedel waardoor ze overlijdt. Hij keert terug naar White Pine Bay waarbij “zijn moeder” hem vergezelt. |             |                       |                    |                                              |               |  |

## Seizoen 4
| Nr. serie | Nr. seizoen | Titel van aflevering           | Regisseur          | Schrijver                     | Uitzenddatum     |  |
| --- | ----------- | ------------------------------ | ------------------ | ----------------------------- | ---------------- |  |
| 31 | 1           | A Danger to Himself and Others | Tucker Gates       | Carlton Cuse & Kerry Ehrin    | 7 maart 2016     |  |
| Romero dumpt het lijk van Bob Paris in de haven. Norma en Dylan zijn bezorgd over de verdwijning van Norman. Een verwarde Norman wordt gevonden door een boer en naar de psychiatrische afdeling van een openbaar ziekenhuis gebracht. Norma gaat hem ophalen, maar de jongen moet minstens 48 uur in observatie rijden. Ook krijgt ze het verwijt dat ze Norman nooit door een psychiater heeft laten testen daar ze wist over zijn blackouts. Daarop rijdt ze naar Pineview Mental Hospital in de hoop dat Norman er kan worden opgenomen. Dokter Edwards wil hem als patiënt onderzoeken. Daar Norma gaan verzekering heeft, vraagt ze Romero om met haar te trouwen zodat ze zijn verzekering kunnen gebruiken, iets wat hij weigert. Dylan zoekt Emma op in Portland waar ze een longtransplantatie heeft ondergaan. Audrey, de vervreemde moeder van Emma,is op zoek naar haar dochter en tracht contact te maken via Norman. Norman krijgt een psychose en in de vorm van zijn moeder wurgt hij haar met haar halsketting. |             |                                |                    |                               |                  |  |
| 32 | 2           | Goodnight, Mother              | Tim Southam        | Kerry Ehrin & Torrey Speer    | 14 maart 2016    |  |
| Norman tracht zich te herinneren wat er de vorige avond gebeurde. Hij krijgt flashbacks hoe zijn moeder het lijk van Audrey verbergt in de diepvriezer, maar daar vindt hij haar niet. Emma kan voor het eerst zelfstandig ademen met haar nieuwe longen. Romero bezoekt Pinveview Mental Hospital om het inschrijvingsgeld te betalen. Er is wel een probleem: omdat Norman ondertussen 18 jaar is, moet hij zelf de nodige inschrijvingsformulieren ondertekenen. Norman beschuldigt Norma van moord op Audrey. Zij beseft daardoor dat Norman allicht een tweede moord heeft gepleegd en gaat in het huis op zoek naar het lijk, maar vindt enkel een handschoen. Norman vindt in de faxmachine de inschrijvingsformulieren. Hij krijgt daarop een psychose waarin Sam verklaart dat hij werd vermoord door Norma en dat zij er alles aan zal doen om de schuld in Normans schoenen te schuiven. Norman neemt daarop zijn moeder onder schot met een revolver en verklaart dat hij haar zal doodschieten en daarop zelfmoord zal plegen omdat ze toch tezamen niet langer gelukkig kunnen zijn. Romero arriveert net op tijd. Norma kan Norman overtuigen om de inschrijvingspapieren te ondertekenen. Daarop wordt hij weggevoerd naar Pineview Mental Hospital. |             |                                |                    |                               |                  |  |
| 33 | 3           | 'Til Death Do You Part         | Phil Abraham       | Steve Kornacki & Alyson Evans | 21 maart 2016    |  |
| Norma en Romero trouwen in het geheim waarop hij intrekt in het Bates Motel om hun schijnhuwelijk echt te laten lijken. De enorme kuil – die eerder in opdracht van Bob Paris werd gegraven als zwembad – wordt opgevuld. Daarbij vindt een werkman een oorbel van Audrey. Dylan keert terug naar White Pine Bay en beslist om niet langer in de drugsindustrie te werken. Chick wil wraak nemen op Caleb, maar verneemt van Dylan dat hij de stad heeft verlaten. Norman heeft zijn eerste therapiesessie met dokter Edwards. Edwards zet Norman onder druk om zijn bezorgdheden over Norma. Zijn antwoord is dat de geheimen en de waarheden Norma in een slecht daglicht zouden zetten. Later, Norma bezoekt haar zoon wat tot een verhitte discussie leidt. Rebecca, een ex-vriendin van Romero, vreest dat ze zal worden gearresteerd omwille van haar deelname in Bob Paris' zwendel in zwart geld. |             |                                |                    |                               |                  |  |
| 34 | 4           | Lights of Winter               | T.J. Scott         | Tom Szentgyorgyi              | 28 maart 2016    |  |
| Norman en Julian, een andere patiënt in Pineview, maken een ontsnappingsplan op. Romero vindt dat hij met Norma een gezamenlijk bankrekening moet openen om hun schijnhuwelijk te verdoezelen. Rebecca licht Romero in over 3 miljoen dollar aan zwart geld – eigendom van Bob Paris – dat ergens in een kuis ligt en waarvan de sleutel zoek is. Norma bezoekt Emma en zegt haar dat ze haar eigen leven moet leiden en niet moet inzitten met het welzijn van Norman. Emma had al plannen gemaakt om met Dylan te verhuizen naar Seattle. Norman en Julian ontsnappen en bezoeken een stripclub. Julian geeft Norman geld waarop ze elk met een dame naar een privé-kamer gaan. Daar krijgt Norman een waanbeeld van zijn moeder, maar dit wordt onderbroken door een gevecht tussen Julian en een buitenwipper. Dokter Edwards arriveert aan de stripclub en vertrouwt Norman toe dat Julian regelmatig ontsnapt en deze zaak opzoekt. Norman beseft dat hij waanbeelden heeft over zijn moeder en accepteert de hulp van Edwards. Er werd ingebroken in het huis van Norma. |             |                                |                    |                               |                  |  |
| 35 | 5           | Refraction                     | Sarah Boyd         | Erica Lipez                   | 11 april 2016    |  |
| Norma en Romero kuisen het huis op. Zij is ontzet omdat haar favoriete gebrandschilderd glas werd vernield. Romero is er zeker van dat Rebecca de inbraak heeft gepleegd op zoek naar de sleutel van de kluis. Chich Hogan meldt zich aan om een nieuw gebrandschilderd glas te maken. Daarbij verneemt hij dat Norma een zus is van Caleb. Norman herstart zijn sessies met Edwards en werkt deze keer mee, behalve op vragen over zijn vader. Niet veel later krijgt Norman bezoek van zijn moeder, hoewel dit een waanbeeld blijkt te zijn. Wanneer dokter Edwards Norman dat duidelijk tracht te maken, neemt Normans "moeder"-alter-ego het over. Chick spreekt Norma aan over zijn haat over Caleb. Hij laat aan Norma de keuze of hij effectief wraak zal nemen op Caleb of niet. |             |                                |                    |                               |                  |  |
| 36 | 6           | The Vault                      | Olatunde Osunsanmi | Scott Kosar                   | 18 april 18 2016 |  |
| Chick chanteert Norma met het feit dat hij weet dat Dylan een resultaat is van een verkrachting van Caleb op haar. Uit vrees van Romero's reactie tracht ze via Dylan te achterhalen waar Caleb verblijft. Romero, die ondertussen de sleutel van de kluis heeft gevonden, geeft deze aan Rebecca met het bericht dat hij niets van dat geld wil. Dr. Edwards legt aan Norman uit dat hij lijdt aan een dissociatieve identiteitsstoornis. Wanneer Norman een blackout heeft, is het in feite zijn "moeder"-alter ego die zijn "bewustzijn" overneemt. Norman herinnert zich dat hij en zijn moeder wilden vluchten van hun dronken vader. Zij werd daarop door Sam verkracht terwijl Norman onder het bed lag. Daarop neemt "moeder" het over die Eduards zegt dat Norman geen herinneringen mag hebben over zaken dewelke hem pijn doen. Chick levert het nieuwe raam met de hulp van Romero. Norma onthult Chicks ware intenties aan Romero. |             |                                |                    |                               |                  |  |
| 37 | 7           | There's No Place Like Home     | Néstor Carbonell   | Philip Buiser                 | 25 april 2016    |  |
| Norma will het huis renoveren, maar heeft niet genoeg geld. Romero vertrouwt haar toe dat hij heel wat zwart geld van Bob heeft gestolen op de avond van zijn dood. De patiënten van Pineview maken een papier-maché waarbij Norman zijn overleden hond Juno namaakt. Daarbij vindt hij in de krant een artikel over het huwelijk van Romero en Norma. Daarop belt hij naar huis – verzwijgend dat hij weet over de trouw – en krijgt een andere uitleg van Norma waarom Romero de telefoon opnam. Daarop is Norman vastberaad om naar huis te keren, wat ook gebeurt. Dylan onderzoekt de verdwijning van Audrey in vindt in Normans kamer een brief van haar aan Emma. Zij is ervan overtuigd dat haar moeder gewoonweg vertrok. |             |                                |                    |                               |                  |  |
| 38 | 8           | Unfaithful                     | Stephen Surjik     | Freddie Highmore              | 2 mei 2016       |  |
| Romero beslist om niet langer in het Bates-huis te blijven zodat Norman zich kan aanpassen aan een normaal leven. Norman is van plan om een tweede job aan te nemen zodat hij een verzekering kan nemen met de bedoeling dat zijn moeder zal scheiden. Romero is van mening dat Norma de waarheid moet vertellen en dat ze ondertussen wel degelijk verliefd zijn op elkaar. Rebecca wordt door de speciale belastingsdienst op de luchthaven aangehouden. Zij willen haar echter gebruiken om Romero te kunnen pakken. Norman gaat een discussie aan met Norma en Romero: volgens hem kan het niet dat Romero zomaar hun leven binnenstapt net op het ogenblik dat de band tussen Norman en Norma zo sterk was waarbij Norman van plan was geen vriendin te zoeken. Daarop loopt hij naar buiten om hout te kappen. Romero volgt hem. Norman lijkt hem aan te vallen met het bijl, maar vernietigt een houten schutsel. Hij roept het uit dat hij Romero haat. |             |                                |                    |                               |                  |  |
| 39 | 9           | Forever                        | Tim Southam        | Carlton Cuse & Kerry Ehrin    | 9 mei 2016       |  |
| Romero tracht Norma tevergeefs in te zien dat Norman terug naar Pineview moet. Vandaar dat Romero de hulp van Dylan inschakelt. Dylan vindt de oorbel van Audrey. Norma verwijt Dylan dat hij jaloers is op Norman. Dylan zegt dat Norma nooit een moeder voor hem is geweest. Hij neemt afscheid van Norman en vertrekt terug naar Portland. 's Nachts sluit Norman alle ventilatie in het huis af waardoor de kamer van Norma – waar Norman ook slaapt – wordt gevuld met koolstofmonoxide. Romero arriveert aan het huis en vindt beiden bewusteloos helpen. Hij tracht tevergeefs Norma te redden. Norman wordt wel wakker. |             |                                |                    |                               |                  |  |
| 40 | 10          | Norman                         | Tucker Gates       | Kerry Ehrin                   | 16 mei 2016      |  |
| Norman wordt overgebracht naar het ziekenhuis omwille van de koolstofmonoxide. Romero wordt ondervraagd door een detective die hem een enveloppe toont met een afscheidbrief van Norma en haar trouwring. Romero is het niet eens dat dit een zelfmoordpoging was en wil bewijzen dat Norman achter dit alles zit. In het mortuarium doet Romero de trouwring terug aan de vinger van Norma, maar Norman verwijdert deze later. Op de begrafenis zijn enkel Romero en Norman aanwezig. Romero wordt gearresteerd door de speciale belastingsinspectie omdat hij heeft gelogen met het feit dat hij nooit een relatie had met Rebecca. Norman graaft het lichaam van zijn moeder op en neemt het mee naar huis. Chick brengt een bezoek aan Norman om zijn condoleances te betuigen. Daarbij ziet hij het lijk van Norma. Hij tracht Norman in te doen zien dat zij wel degelijk dood is en verlaat het huis. Norman wil zelfmoord plegen, maar hoort dan muziek. Het huis is versierd met allerlei kerstspullen en "moeder" zit aan de piano. |             |                                |                    |                               |                  |  |

## Seizoen 5
| Nr. serie | Aflevering | Titel                        | Regisseur          | Schrijver                                | Uitzenddatum        |  |
| --- | ---------- | ---------------------------- | ------------------ | ---------------------------------------- | ------------------- |  |
| 41 | 1          | Dark Paradise                | Tucker Gates       | Kerry Ehrin                              | 20 februari 2017    |  |
| Twee jaren zijn verstreken sinds de dood van Norma. Norman leeft nu alleen in het huis en baat nog steeds het motel uit. Zelf is hij van mening dat Norma haar dood heeft geënsceneerd en dat zij bij hem inwoont. Haar opgezette lijk verbergt hij in de kelder. In de stad ontmoet hij Madeleine Loomis waarin hij uiterlijke gelijkenissen met zijn moeder herkent. Dylan en Emma zijn niet op de hoogte van Norma's dood. Zij leven is Seattle, zijn getrouwd en hebben een dochter. Romero zit in de gevangenis. Hij stuurt een huurmoordenaar naar Norman, maar Norman kan die huurmoordenaar doden. Terwijl hij en "Norma" het lijk dumpen in een meer, gaat de telefoon af van de huurmoordenaar. Norman neemt op en hoort de stem van Romero. |            |                              |                    |                                          |                     |  |
| 42 | 2          | The Convergence of the Twain | Sarah Boyd         | Alyson Evans & Steve Kornacki            | 27 februari 27 2017 |  |
| Norman brengt Romero een bezoek in de gevangenis en zegt hem te weten dat Romero een huurmoordenaar inschakelde. Romero raakt in de gevangenis betrokken in een gevecht en wordt overgebracht naar de medische dienst. Norman gaat op bezoek bij Madeleine en haar man Sam. Sam heeft een buitenechtelijke relatie en boekt regelmatig een kamer in het motel om met zijn maîtresse te kunnen zijn. "Moeder" vergezelt Norman tijdens het diner en vraagt haar zoon waarom hij avondeten heeft met een vrouw die op haar lijkt. Caleb komt terug naar White Pine Bay en verneemt over de zelfmoord van Norma. Hij heeft een woordenwisseling met Chick en zegt hem er zeker van te zijn dat Norman haar vermoordde. Hij en Chick breken in in het huis en vinden het bevrozen lichaam van Norma in de kelder. Norman, verkleed als "Moeder", valt Caleb aan en slaat hem bewusteloos. Chick kan ongemerkt het huis verlaten. |            |                              |                    |                                          |                     |  |
| 43 | 3          | Bad Blood                    | Sarah Boyd         | Tom Szentgyorgyi                         | 6 maart 2017        |  |
| Caleb ontwaakt en ontdekt dat hij in de kelder is vastgeketend. Een verklede Norman bezoekt hem regelmatig in de gedaante van Norma. Via een list geraakt Chick in het huis. Hij wil een misdaadroman maken over Norman. Madeleine en Norman worden vrienden. Romero wordt overgebracht naar een andere gevangenis en kan tijdens het transport ontsnappen. Hij tracht een auto to stelen, maar wordt daarbij neergeschoten. "Moeder" wil dat Norman Caleb doodt omdat ze het zelf niet kan. Norman bevrijdt hem echter, maar Caleb wordt omver gereden door een wagen bestuurd door een afgeleide Chick en sterft. |            |                              |                    |                                          |                     |  |
| 44 | 4          | Hidden                       | Max Thieriot       | Torrey Speer                             | 13 maart 2017       |  |
| Het lichaam van Caleb wordt gecremeerd door Chick. De nieuwe sheriff ondervraagt Norman over een zekere Jim Blackwell die niet is teruggekeerd van zijn gevangenschapsverlof. Romero vlucht naar het huis van Maggie Summers om er verzorgd te worden. Chick wil continu in het Bates huis verblijven, maar dat wordt hem geweigerd door Norman. Norman en "moeder" hebben een dispuut omdat Norman controle wil hebben over zijn eigen leven. Madeleine en Norman hebben een diner waarbij ze elkaar kussen. Daarbij verschijnt "moeder" die Norman aanzet om de keel van Madeleine over te snijden. |            |                              |                    |                                          |                     |  |
| 45 | 5          | Dreams Die First             | Néstor Carbonell   | Erica Lipez & Kerry Ehrin                | 20 maart 2017       |  |
| Wanneer Norman de volgende ochtend ontwaakt, vindt hij zijn moeder niet. Sheriff Greene komt Norman waarschuwen dat Romero is ontsnapt. In Seattle vertelt Dylan waarom hij geen contact wil met zijn moeder waarbij hij haar ook onthult dat Norman mentaal gestoord is en dat Emma's moeder verdween na een verblijf in het motel. Emma verneemt via Internet dat Norma dood is. Marion Crane, Sams maîtresse, steelt 400.000 Amerikaanse dollar van haar werkgever en zoekt Sam op in White Pine Bay. Norman ontmoet in een bar zijn voormalige therapeut Edwards. Edwards vertelt Norman dat laatstgenoemde lijdt aan een dissociatieve identiteitsstoornis. Norma is dood en wanneer Norman een blackouts heeft, neemt de rol van Norma geest over. Later brengt Norman een bezoek aan White Horse Bar. Hij is verbaasd dat veel van de klanten hem kennen van de vorige avond. Een man tracht hem te verleiden. Daarbij krijgt Norman een flashback over "Moeder die gemeenschap heeft met die man. In paniek keert hij terug naar het motel waar Marion net arriveert. |            |                              |                    |                                          |                     |  |
| 46 | 6          | Marion                       | Phil Abraham       | Carlton Cuse & Kerry Ehrin               | 27 maart 2017       |  |
| Emma informeert Dylan over de dood van Norma. Norman en Marion eten samen waarop hij haar bespiedt terwijl ze een douche neemt. Hij vertelt haar dat Sam getrouwd is, iets wat Marion niet wist. Daarop vernielt Marion de wagen van Sam. "Moeder" wil dat Norman Marion doodt. Norman gaat in tegenaanval en raadt Marion aan om het motel zo snel mogelijk te verlaten. Marion verlaat het stadje. Sam arriveert aan het motel op zoek naar Marion. Hij beslist om in haar kamer een douche te nemen. "Moeder" vergelijkt Sam met Caleb en vermoordt Sam in de douche met messteken. |            |                              |                    |                                          |                     |  |
| 47 | 7          | Inseparable                  | Steph Green        | Story by: Freddie Highmore & Erica Lipez | 3 april 2017        |  |
| "Moeder" en Norman dumpen het lijk van Sam, waarna hij wil niet verder te hallucineren. Het lijk van Jim Blackwell wordt gevonden. Uit vrees voor een huiszoeking begraaft Norman het lijk van zijn moeder in het woud op een plaats waar het continu vriest. Dylan arriveert aan het motel en verwijt Norman dat hij hem had moeten inlichten over de dood van Norma. Dylan rijdt naar Pineview Mental Hospital om met dokter Edwards te spreken, maar verneemt er dat Edwards al enige tijd spoorloos is en vermoedelijk is overleden. Dylan ontmoet ook Madeleine die zich zorgen maakt over de vermiste Sam. Dylan vraagt Norman achter Sam en wil dat hij zijn medicijnen terug slikt. "Moeder" neemt dan de overhand en tracht Dylan te vermoorden. Norman grijpt in en wil "Moeder" wurgen (waarbij hij dus eigenlijk zichzelf wurgt). Norman komt terug in de realiteit, belt 911 en biecht op dat hij Sam heeft vermoord. |            |                              |                    |                                          |                     |  |
| 48 | 8          | The Body                     | Freddie Highmore   | Erica Lipez                              | 10 april 2017       |  |
| Norman heeft angst om gearresteerd te worden en vreest dat "Moeder" zich zal komen moeien. Hij wordt ondervraagd en wordt verplicht om zijn medicijnen te nemen. "Moeder" is het niet eens en verplicht Norman om de pillen uit te braken. Ze geeft Madeleine de schuld over de moord op Sam en zal heel dat incident op zich nemen. Dylan huurt een advocaat in en wil dat Norman wordt opgenomen in een psychiatrische instelling. Het lijk van Emma's moeder wordt in het meer gevonden. Romero dringt in in het Bates huis en vindt er Chick in de kelder terwijl hij zijn boek schrijft. Romero vermoordt hem. Sams lijk wordt de daaropvolgende dag gevonden. Norman wordt beschuldigd van drie moorden. |            |                              |                    |                                          |                     |  |
| 49 | 9          | Visiting Hours               | Olatunde Osunsanmi | Scott Kosar                              | 17 april 2017       |  |
| Om de doodstraf te ontlopen wil Normans advocaat hem gek laten verklaren. Het huwelijk tussen Emma en Dylan maakt een crisis door omdat Dylan partij kiest voor Norman. Emma wil Norman spreken, maar concludeert al onmiddellijk dat ze eigenlijk met "Norma" praat. Romero overvalt het politiekantoor en bevrijdt Norman. Hij verplicht Norman daarop om de plaats te tonen waar hij Norma's lichaam bewaart. |            |                              |                    |                                          |                     |  |
| 50 | 10         | The Cord                     | Tucker Gates       | Kerry Ehrin & Carlton Cuse               | 24 april 2017       |  |
| "Moeder" leidt Romero naar de plaats waar Norma ligt begraven. Daar overmeestert Norman hem en schiet een kogel door Romero's hoofd. "Moeder" zegt Norman dat er niets meer is om hem van te beschermen en dat hij Romero doodde. Vandaar dat ze beslist om hem voorgoed te verlaten. Norman kan dit niet aan en krijgt een flashback van de dag waarop ze hun intrek namen in het motel. In deze illusie neemt hij Norma's lijk terug naar het huis en inviteert hij Dylan voor het avondeten. Wanneer Dylan opmerkt dat het lijk van Norma aan tafel zit, tracht hij Norman te doen inzien om in de realiteit te leven en te aanvaarden dat Norma dood is. Norman valt Dylan daarbij aan met een mes waarbij Dylan een fataal schot lost met zijn revolver. Norman sterft in Dylan zijn armen en bedankt hem voor dit schot: hij zal nu terug herenigd worden met zijn moeder. Het huis en het motel worden verkocht. Dylan keert terug naar Emma en zijn dochter. |            |                              |                    |                                          |                     |  |